# ドナウ (交響詩)
『ドナウ』（ドイツ語: Die Donau）AV番号291は、リヒャルト・シュトラウスが作曲した未完の交響詩。なお、レオシュ・ヤナーチェクも同じ題の交響詩（チェコ語: Dunaj）の作曲を試みているが、こちらも未完である（詳細不明）。

## 概要

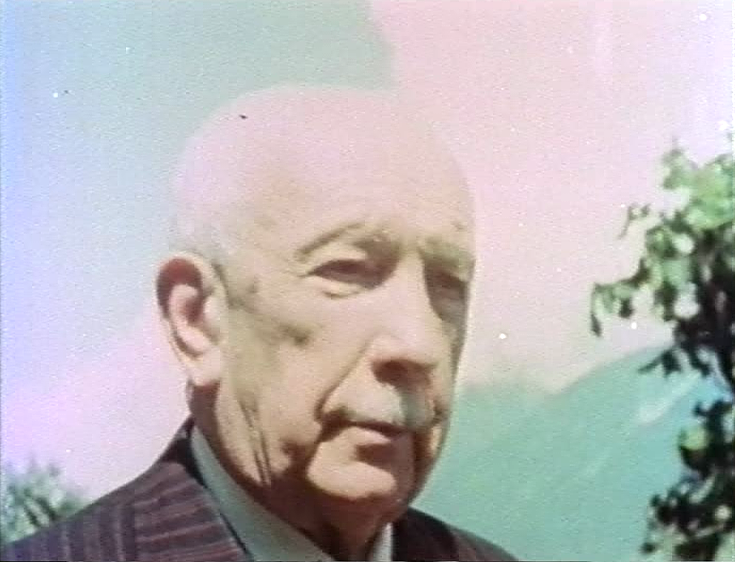
最晩年のリヒャルト・シュトラウス（1945年撮影）

1942年のウィーン・フィルハーモニー管弦楽団の創立100周年にあたって、シュトラウスは作品を献呈しようと考えていた。しかし目標としていた1942年までには完成させることができず、同年2月にシュトラウスはウィーン・フィルにこう手紙を送った。
しかし第二次世界大戦の相次ぐ破壊がシュトラウスの試みに暗い影を落とし、シュトラウスは交響詩『ドナウ』の作曲を中断した。戦後、完成させようと試みはしたものの、老いて「感情が簡単にメロディーになってくれない」シュトラウスにはもう作曲するために十分な時間が残されてはいなかった。
1949年、85歳となったシュトラウスは、ウィーン・フィルに「枯れ果てたドナウの根源からの一滴を」と書いたスケッチ・ノートを送った。4冊のスケッチ、2冊のピアノ・スケッチによると、彼が過去に作曲した『アルプス交響曲』のように、ドイツとオーストリアを貫くドナウ川の流れを追うつもりだったらしい。同年9月8日にシュトラウスは死去し、交響詩『ドナウ』はもはや永遠に完成されることはなくなった。
リヒャルト・シュトラウスはただでさえワルツ『美しく青きドナウ』の作曲者ヨハン・シュトラウス2世としばしば混同された。もしこの交響詩『ドナウ』が完成していたら、ますます両者は混同されていたに違いないといわれている。